# Louis Sarno
Louis J. Sarno (* 3. Juli 1954 in Newark, New Jersey; † 1. April 2017 in Teaneck, New Jersey) war ein US-amerikanischer Musikforscher. Er erforschte die  aussterbenden Gesänge der Baka-Pygmäen in den Regenwäldern des Kongobeckens. Sarno lebte länger als 25 Jahre unter Baka-Pygmäen, lernte ihre Sprache, heiratete dort und bekam zwei Söhne. 

## Leben
Louis Sarno interessierte sich bereits als Junge für klassische deutsche Musik, besonders für die Komponisten Ludwig van Beethoven, Franz Schubert, Gustav Mahler und Johann Sebastian Bach. Nach dem College studierte er Englisch und Literatur. Als er Mitte der 1980er Jahre im Radio traditionelle Musik der Pygmäen, „ein polyfones Geflecht aus Frauenstimmen, raffinierte Jodellaute, eine sich endlos wiederholende an- und abschwellende Melodie“ hörte, war er tief berührt und machte sich bald auf den Weg, diese Musik selbst zu erforschen. Ab 1985 lebte Sarno als einer von ihnen im Regenwald unter einfachsten Lebensbedingungen.
Sein bekanntestes schriftstellerisches Werk ist Der Gesang des Waldes (Song from the Forest). Sarno war seit den 1970er Jahren, als sie das Northwestern College nördlich von Chicago besuchten, mit dem amerikanischen Filmregisseur Jim Jarmusch befreundet und inspirierte Jarmusch zu Filmen wie Dead Man (1995) und Ghost Dog – Der Weg des Samurai (1999).

## Zitate
„Die BaAka kommen als musikalische Wunderkinder zur Welt. Als Teenager jagen sie dir mit ihrer Musik einen Schauer über den Rücken, später haben sie die Kraft, mit ihrem Gesang verwundete Seelen zu heilen.“
„Die Musik der BaAka ist älter als die Pyramiden, sie ist einer der kostbarsten Schätze der Menschheit.“

## Werke

### Bücher
- Der Gesang des Waldes: Mein Leben bei den Pygmäen. Hanser, München 1993 (Original: Song from the Forest: My Life Among the Ba-Benjellé Pygmies.)
- Bayaka: the extraordinary music of the Babenzélé Pygmies and sounds of their forest home. Ellipsis Arts, Roslyn 1995

### Tondokumente
- Mokoondi (1989)
- Voices of the Forest (1986–1992)
- Bayaka Harp Songs (1987)
- Echoes of the Forest: Music of the Central African Pygmies (Elipsis Arts, 1995, zusammen mit Aufnahmen von Colin M. Turnbull und Jean-Pierre Hallet)

## Film
- Michael Obert (Drehbuch und Regie): Song from the Forest. Mit Louis Sarno und Jim Jarmusch. Deutschland, 2014[2]